# 沙拉哥薩大學

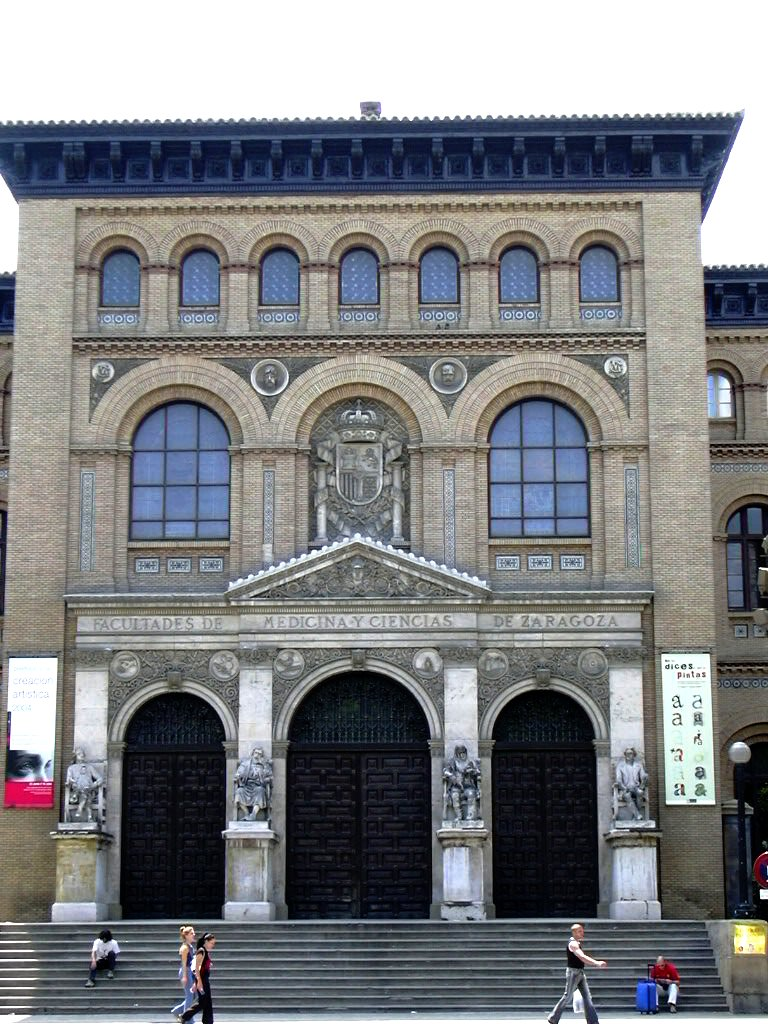
沙拉哥薩大學校舍

沙拉哥薩大學（西班牙語：Universidad de Zaragoza）是西班牙沙拉哥薩的一所大學，7世紀創立，1542年正式成為大學，是西班牙最古老的大學之一。

## 系所
沙拉哥薩大學設置教育、管理學、獸醫學等學系和附屬設施。

## 著名校友
- 圣地亚哥·拉蒙-卡哈尔，西班牙神经科学家，曾获得1906年诺贝尔生理学或医学奖。

## 校區
沙拉哥薩大學有3個校區，位在沙拉哥薩、威斯卡和特魯埃爾。

## 外部連結
- 沙拉哥薩大學 （页面存档备份，存于）